# Akanthus (Gattung)
Akanthus (Acanthus) ist eine Pflanzengattung innerhalb der Familie der Akanthusgewächse (Acanthaceae). Die 20 bis 30 Arten sind hauptsächlich in tropischen bis subtropischen Gebieten der Alten Welt verbreitet. Ein weiterer Trivialname ist „Bärenklau“. Sie ist jedoch nicht zu verwechseln mit der Gattung Bärenklau (Heracleum) aus der Familie der Doldenblütler (Apiaceae).
Das Blattwerk ist die Vorlage des kunsthistorisch bedeutsamen Akanthus-Ornaments.

## Beschreibung und Ökologie

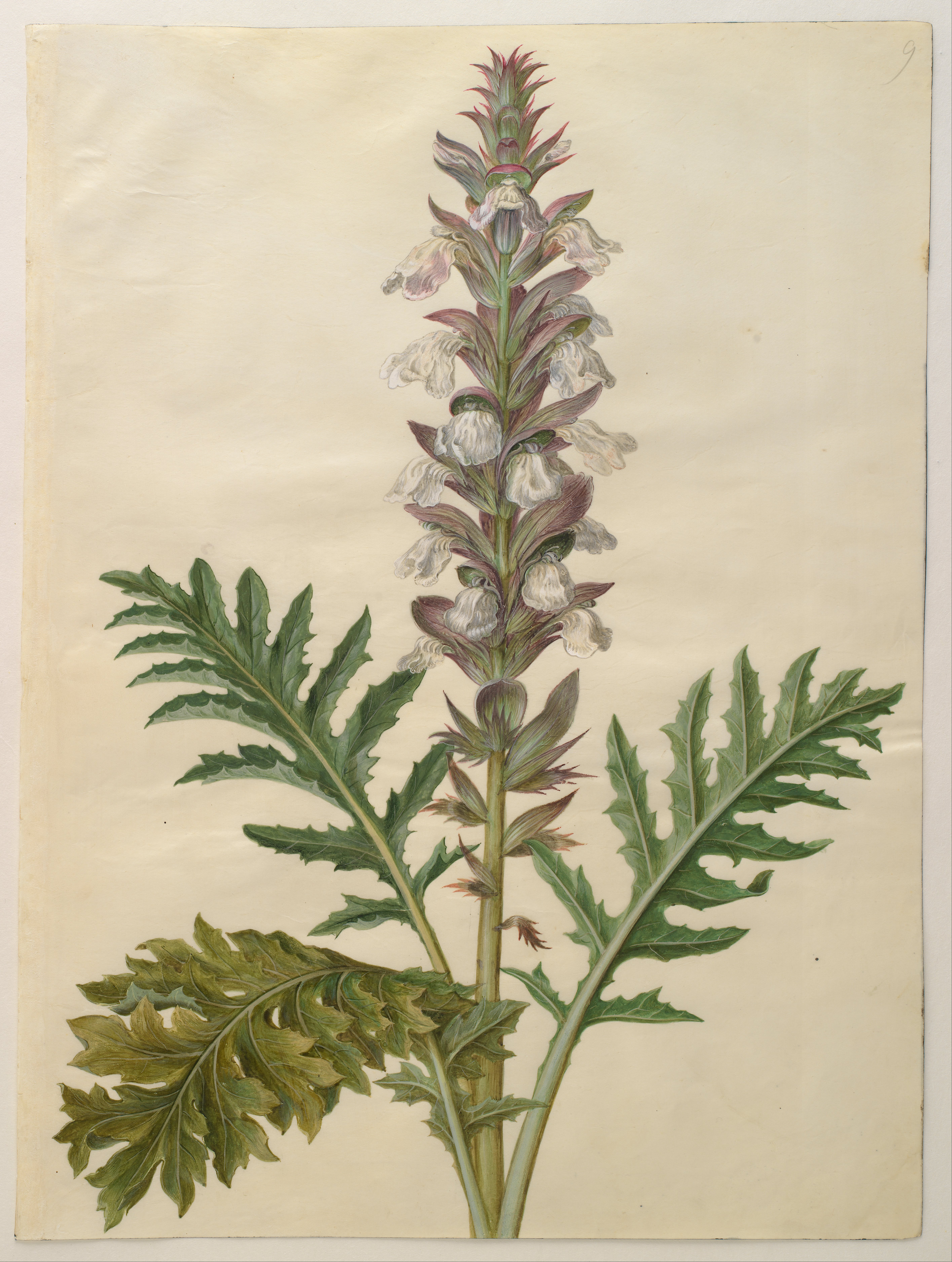
Illustration des Wahren Bärenklaus (Acanthus mollis)

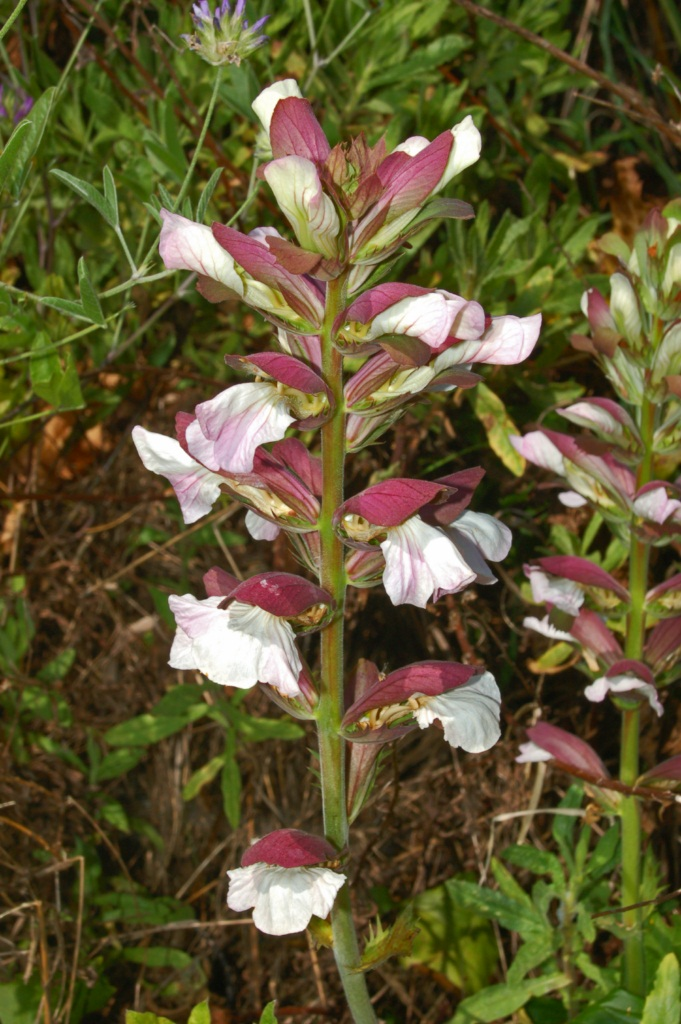
Blütenstand des Wahren Bärenklaus (Acanthus mollis)

### Erscheinungsbild und Blätter
Acanthus-Arten wachsen meist als ausdauernde krautige Pflanzen und wenige als Halbsträucher. Die vegetative Vermehrung mittels Rhizomen spielt bei vielen Acanthus-Arten eine große Rolle. Einige Arten beispielsweise der Wahre Bärenklau (Acanthus mollis) können so dichte Bestände bilden. Die Sprossachsen sind selbstständig aufrecht bis niederliegend. Die gegenständig, oder selten wirtelig bis grundständig gehäuft angeordneten Laubblätter sind in Blattstiel und Blattspreite gegliedert. Die Blattspreiten sind einfach bis fiederspaltig. Der Blattrand ist glatt, gelappt oder gezähnt bis dornig.

### Blütenstände und Blüten
Die selten seiten-, meist endständigen, verschiedengestaltigen, unterbrochenen ährigen Blütenstände sind 0,40 bis 2 Meter hoch. Die Blüte stehen meist über stacheligen Deckblättern, die oft kragenartig die Blüte umfassen; sie können fehlen. Auch Vorblätter können vorhanden sein. Die zwittrigen Blüten sind zygomorph und selten drei-, meist vier- bi fünfzählig mit doppelter Blütenhülle. Die vier Kelchblätter sind miteinander verwachsen und der Kelch endet in ungleichen Kelchlappen von den die unteren sowie oberen länger und die seitlichen kürzer sind. Bei den meisten Arten sind die Kronblätter weiß bis rosafarben, es gibt auch gelb- (Acanthus hirsutus), blau- und scharlachrotblühende Arten. Die Oberlippe ist oft reduziert. Die Unterlippe ist vergrößert und endet in drei stumpfen Kronlappen. Die Kronblätter sind nur kurz röhrenförmig verwachsen und die Blütenkrone endet zweilippig. Es ist nur ein Kreis mit vier fertilen Staubblättern vorhanden, sie stehen paarweise zusammen und können untereinander frei oder verwachsen sein. Die verdickten, robusten Staubfäden sind am oberen Ende der Kronröhre inseriert. Die Staubbeutel bestehen aus nur einer linealisch-länglichen Theke, die meist dicht bärtig behaart ist. Zwei Fruchtblätter sind zu einem oberständigen, zweikammerigen Fruchtknoten verwachsen. In jeder Fruchtknotenkammer sind nur zwei Samenanlagen vorhanden. Der schlanke Griffel endet in einer zweispaltigen Narbe. Die Bestäubung erfolgt durch Insekten (Entomophilie).

### Früchte und Samen
Die glänzenden, ellipsoiden, zweifächerigen Kapselfrüchte enthalten zwei bis vier Samen. Die Scheidewandklappen schleudern die Samen fort, wenn die Kapselfrucht vollreif aufbricht. Die Samen sind mehr oder weniger abgeflacht.

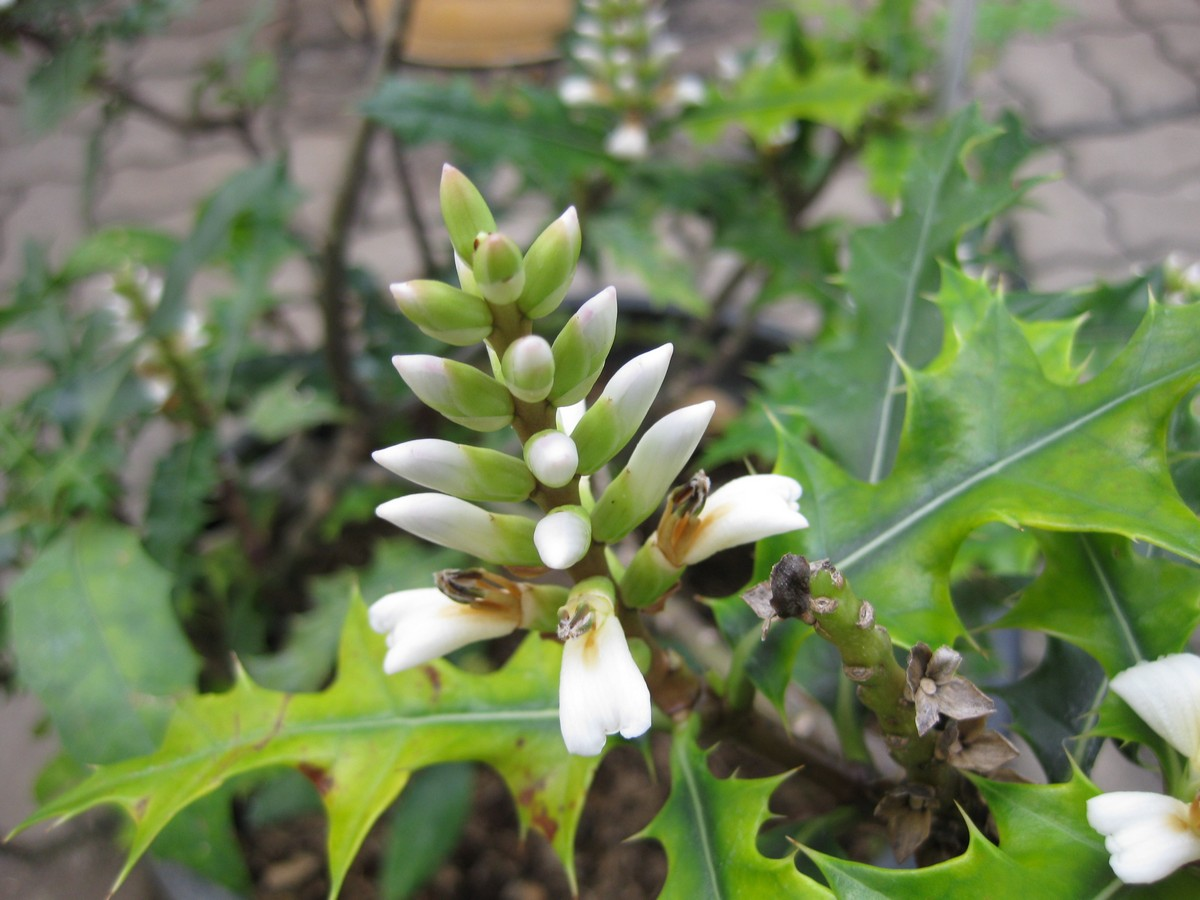
Blütenstand von Acanthus ebracteatus

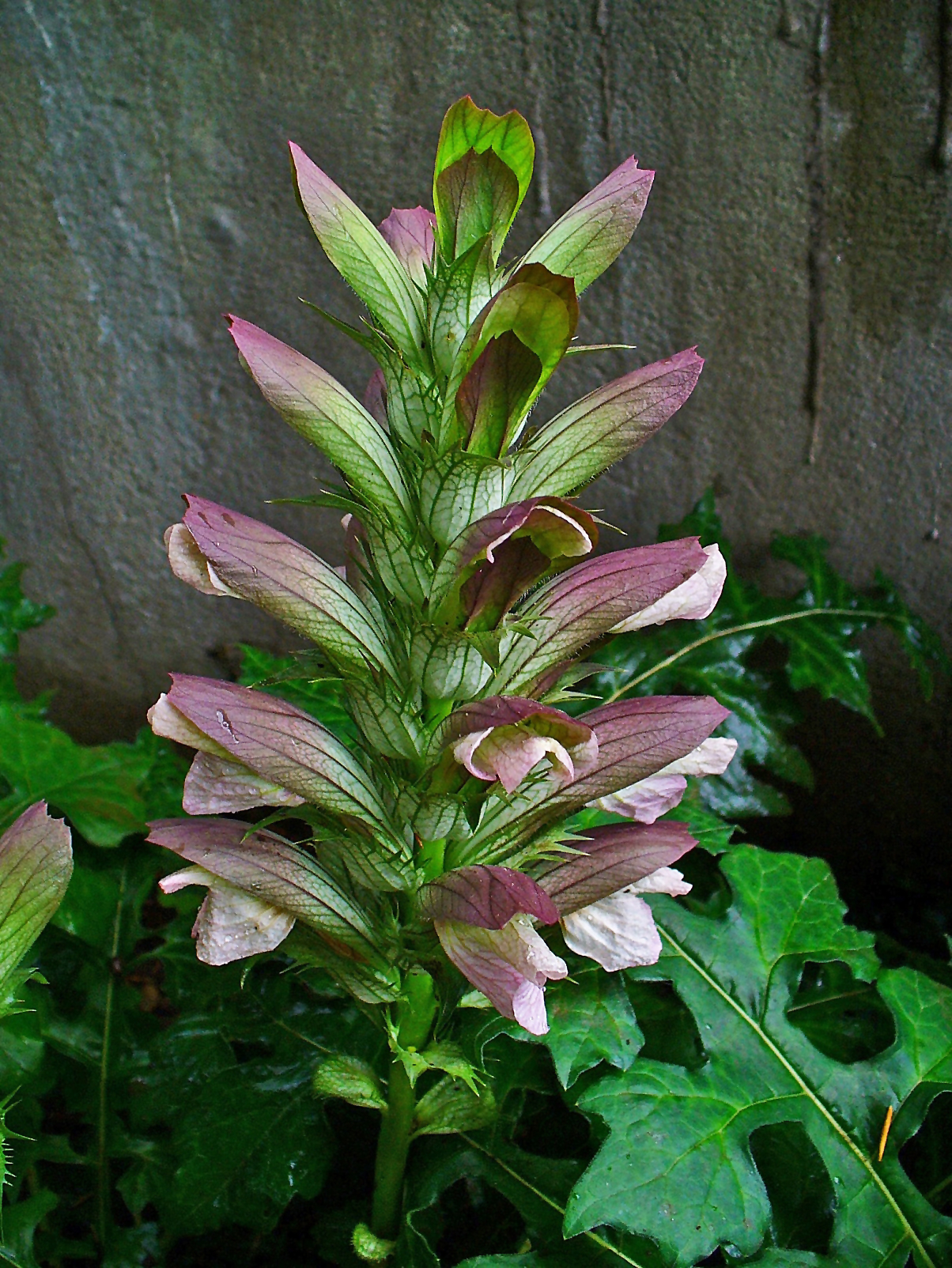
Blütenstand von Acanthus hungaricus

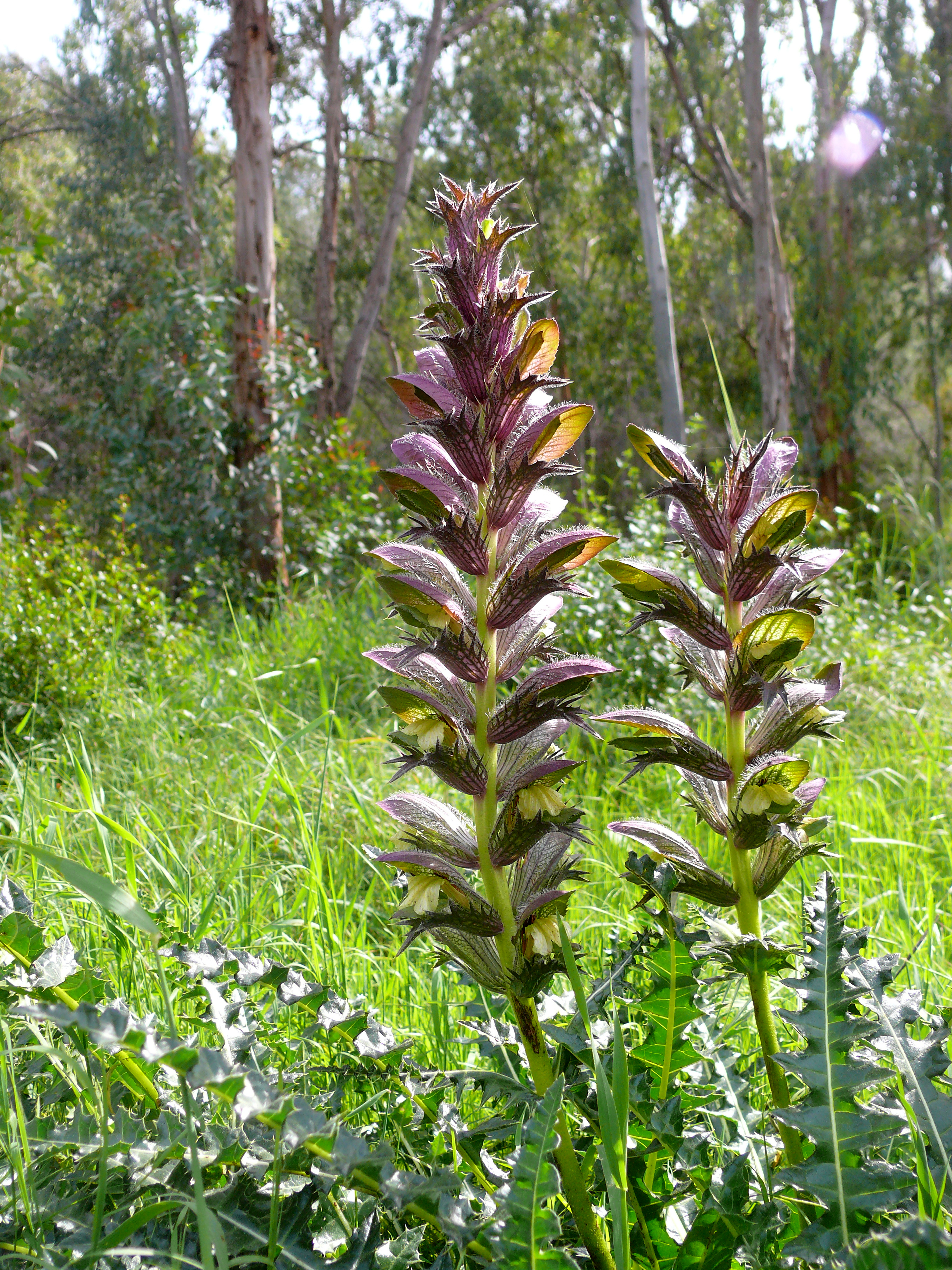
Blütenstände von Acanthus ilicifolius

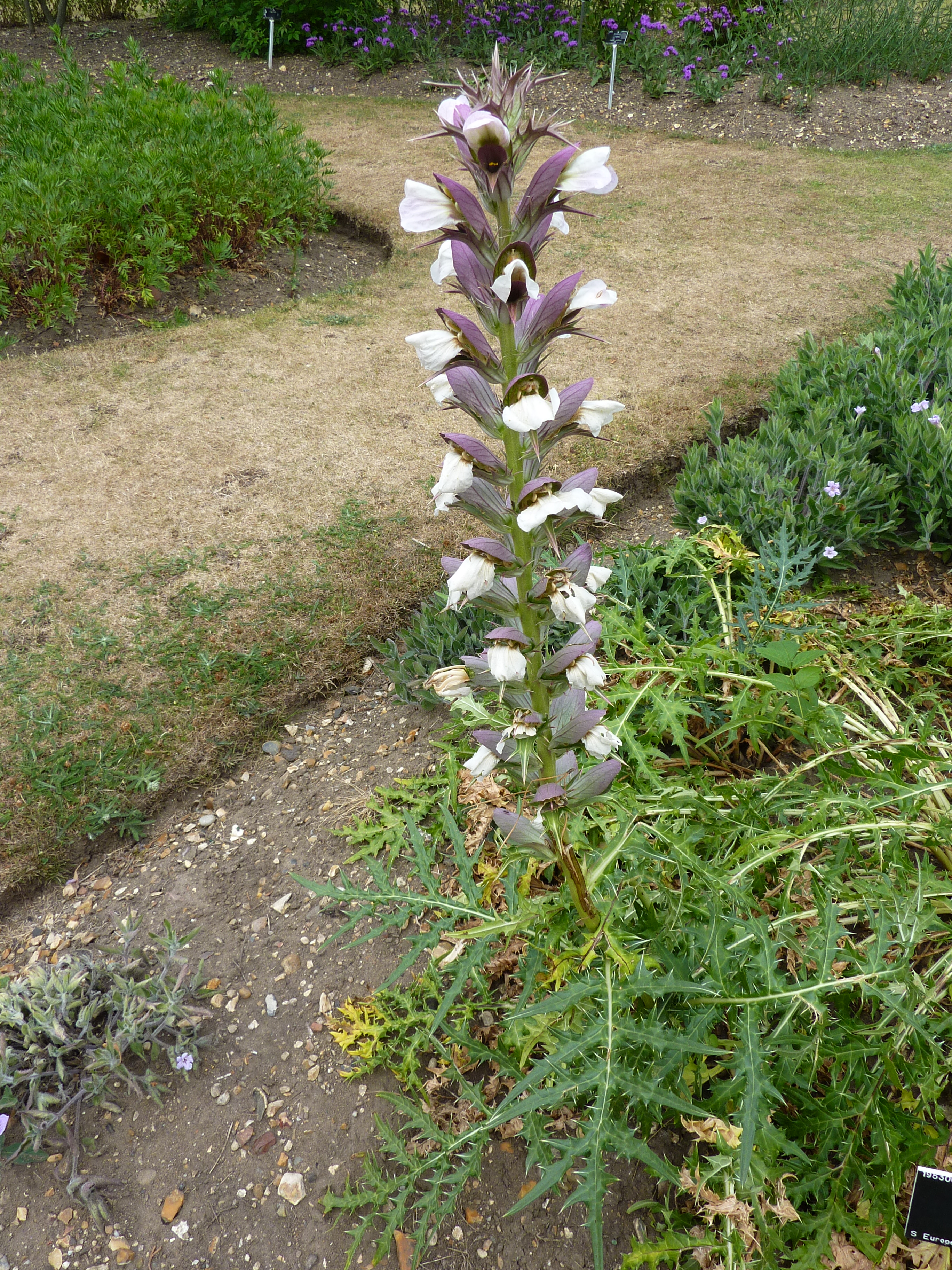
Acanthus spinosus

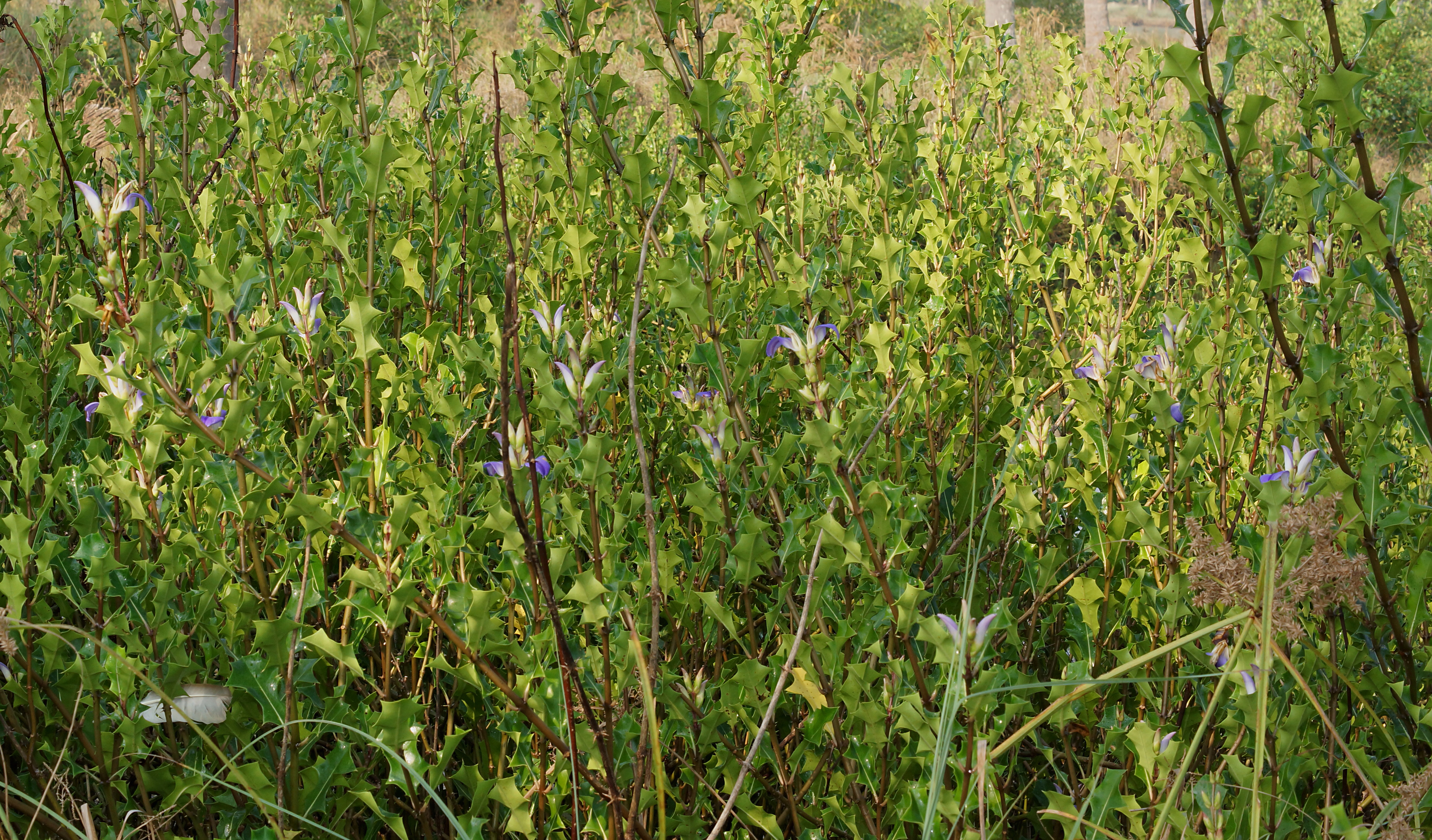
Habitus, Laubblätter und Blütenstände von Acanthus syriacus

## Systematik und Verbreitung
Die Erstveröffentlichung von Acanthus erfolgte 1753 durch Carl von Linné. Der Gattungsname Acanthus leitet sich vom altgriechischem Akanthos (ὁ ἄκανθος „der Dornige“) mit einer latinisierten Endung ab. Synonyme für Acanthus L. sind Cheilopsis Moq. und Acanthodus Raf. Die Gattung Acanthus gehört zur Tribus Acantheae in der Unterfamilie Acanthoideae innerhalb der Familie der Acanthaceae.
Die 20 bis 30 Arten sind hauptsächlich in tropischen bis subtropischen Gebieten Afrikas, Asiens und Europas verbreitet. Wenige Arten kommen in den warm-gemäßigten Gebieten des Mittelmeerraumes vor. Zentren der Artenvielfalt sind der Mittelmeerraum und Asien.
Es gibt 20 bis 30 Acanthus-Arten:
- Acanthus albus Debnath, B.K.Singh & P.Giri: Die 2013 erstbeschriebene Art kommt im indischen Bundesstaat Westbengalen vor.[5]
- Acanthus arboreus Forssk.: Sie kommt nur auf der südwestlichen Arabischen Halbinsel vor.[5]
- Acanthus austromontanus Vollesen: Sie kommt im südwestlichen Tansania vor.[5]
- Acanthus carduaceus Griff.: Östlicher Himalaja.[5]
- Acanthus caroli-alexandri Hausskn.: Westgriechenland, von Korfu bis Peloponnes.[6]
- Acanthus caudatus Lindau: Angola.[5]
- Acanthus dioscoridis L.: Südliche Türkei bis westlicher Iran.[5]
- Acanthus ebracteatus Vahl: Sie gedeiht an den Küsten der chinesischen Provinzen Guangdong sowie Hainan und von Kambodscha, Indien, Myanmar, Thailand, Vietnam, Indonesien, Papua-Neuguinea, Australien und Pazifischen Inseln.[1]
- Acanthus eminens C.B.Clarke: Sie kommt in Äthiopien, im Sudan, in Kenia und in Uganda vor.[3]
- Acanthus flexicaulis Bremek.: Malaiische Halbinsel bis Sumatra.[5]
- Acanthus gaed Lindau: Nördliches Somalia.[5]
- Acanthus greuterianus Snogerup, B.Snogerup & Strid: Griechenland.[5]
- Acanthus guineensis Heine & P.Taylor: Westliches tropisches Afrika und Republik Kongo.[5]
- Acanthus hirsutus Boiss.: Sie kommt auf Inseln in der Ägäis und in der europäischen und asiatischen Türkei vor.[4]
- Acanthus hungaricus (Borbás) Baen. (Syn.: Acanthus balcanicus Heywood & I.Richardson, Acanthus longifolius Host)
- Acanthus ilicifolius L. (Syn.: Acanthus ebracteatus var. xiamenensis (R.T.Zhang) C.Y.Wu & C.C.Hu, Acanthus ilicifolius var. xiamenensis (R.T.Zhang) Y.F.Deng, N.H.Xia & HengB.Chen, Acanthus xiamenensis R.T.Zhang): Sie gedeiht an den Küsten von Sri Lanka, Indien, Myanmar, Kambodscha, Thailand, China, Vietnam, Malaysia, Indonesien, der Philippinen, Papua-Neuguinea, Australien und Pazifischen Inseln.[1]
- Acanthus kulalensis Vollesen: Nördliches Kenia.[5]
- Acanthus latisepalus C.B.Clarke: Gabun und Republik Kongo.[5]
- Acanthus leucostachyus Wall. ex Nees: Sie ist in Indien, Laos, Myanmar, Thailand, Vietnam und in der chinesischen Provinz Yunnan verbreitet.[1]
- Acanthus longibracteatus Kurz: Myanmar.[5]
- Acanthus mayaccanus Büttner: Republik Kongo.[5]
- Wahrer Bärenklau (Acanthus mollis L.): Es gibt etwa zwei Unterarten:
  - Acanthus mollis L. subsp. mollis: Sie kommt in Frankreich, Korsika, Italien und Marokko vor.[4]
  - Acanthus mollis subsp. platyphyllus Murb. (Syn.: Acanthus pubescens Engl., Acanthus polystachyus Delile): Sie kommt in Marokko, Algerien, Tunesien und Spanien vor.[4]
- Acanthus montanus T.Anderson: Sie gedeiht in den Bergregionen Westafrikas und in Angola.[3]
- Acanthus polystachyus Delile: Äthiopien bis nordwestliches Tansania.[5]
- Acanthus sennii Chiov.: Äthiopien.[5]
- Acanthus seretii De Wild.: Südlicher Sudan bis nordöstliche Demokratische Republik Kongo.[5]
- Dorniger Akanthus[7] (Acanthus spinosus L., Syn.: Acanthus caroli-alexandri Hausskn.[4]): Sie kommt in Italien, Kroatien, Albanien, Griechenland, Bulgarien, Algerien und in der Türkei vor.[3]
- Acanthus syriacus Boiss. (Syn.: Acanthus hirsutus subsp. syriacus (Boiss.) Brummitt): Sie kommt in der Türkei, in Syrien, im Libanon und in Israel vor.[3]
- Acanthus ueleensis De Wild.: Südlicher Sudan bis Malawi.[5]
- Acanthus villaeanus De Wild.: Demokratische Republik Kongo.[5]
- Acanthus volubilis Wall.: Bangladesch bis westliches Malesien.[5]

## Verwendung
Einige Arten, insbesondere Acanthus hungaricus, Acanthus spinosus und Acanthus mollis, werden als Zierpflanzen verwendet.